# アヒラム王の石棺
アヒラム王の石棺（アヒラムおうのせっかん、英語: Ahiram sarcophagus、名はアヒロムとも）は、ビブロスのフェニキア人の王（紀元前850年ごろ）のサルコファガス（石棺）で、1923年にフランスのエジプト学者で発掘家のピエール・モンテによって、ビブロスの王家のネクロポリスにある墓Vから発見された。アヒラムは他のオリエントの資料からは実証されないが、一部の学者は聖書に言及されているヒラム王と関係する可能性を提示している。
石棺はその浅浮き彫りの彫刻とフェニキア語碑文によって有名である。現在知られるビブロス王の5つの碑文のひとつであり、この碑文は完全に発達したフェニキア文字の最古の碑文と考えられている。一部の学者にとって、碑文はフェニキア文字がヨーロッパに伝来した時期の上限の姿を表している。

## 年代
石棺が作られた年代については現在も議論が分かれる。Glenn Markoeによると、「大部分の学者はアヒラム碑文は紀元前1000年ごろのものと考えている。」クックは、ガルビーニによる紀元前13世紀説を検証して却下した。ガルビーニ説はバナールによって推進された古い時期の設定の主要な典拠であった。石棺のレリーフそのもの、ひいては碑文を紀元前9-8世紀のものとする議論は、比較美術史と考古学を基礎にするもの、古文字学を基礎にするものがある。

## 石棺の発見

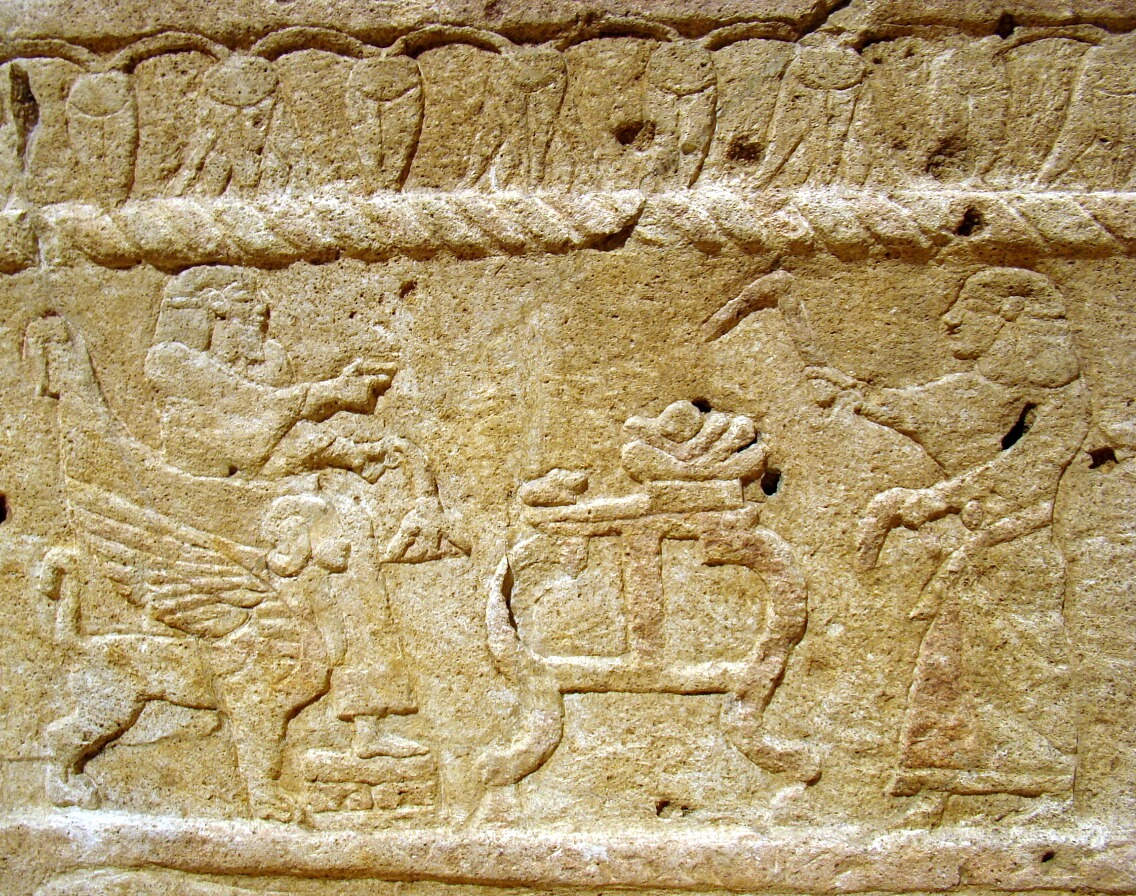
レリーフ

1923年後半にビブロス（今のレバノンのジュベイル）の町を囲むがけのがけ崩れによって、多数のフェニキアの王墓があらわになった。アヒラムの墓は10メートルの深さがあった。
アヒラム王の石棺はフランスのエジプト学者ピエール・モンテによって1923年に発見された。浅浮き彫りによって彫刻が施された石板は、この石棺を「初期鉄器時代のフェニキアの主要な芸術的記録」にした。伴出品が後期青銅器時代に属することは、石棺がより早い紀元前13世紀に属するという説を支持するものか、またはより早い時代のシャフト（竪穴）墓を鉄器時代に再利用したことを実証する。
主要な情景は、翼をもつスフィンクスが彫られた玉座に座る王を描いている。女性の祭官が王にハスの花を捧げている。石棺の蓋には2人の男性像が向きあっており、その中間には座ったライオンたちが描かれている。Glenn Markoeはこれらの像を碑文に記された父と子を表したものと解釈している。人物像の描きかたや、玉座と机のデザインはアッシリアの強い影響を示す。エジプト第20王朝と第21王朝の影響がフェニキアにまったく見られないことは、エジプト第22王朝におけるフェニキアとエジプトの間の関係回復と鋭い対照をなす。

## 碑文
石棺の蓋の縁の部分に、38語からなる碑文が記されている。古フェニキア語のビブロス方言で書かれ、現在に到るまで、フェニキア文字で書かれた充分な長さのある最古の実例になっている。
最近のアヒラム碑文の再編集版と、その数年後に行われた碑文中の欠落箇所の新しい再構（いずれもReinhard G. Lehmannによる）によると、石棺の碑文の翻訳は以下のようになる。
ビブロス王アヒロムの子[ピル]シバアルによって、その父アヒロムが永遠に住むために作られた棺。もし王の王、統治者の統治者、軍の司令官がビブロスに立ち向かい、この棺を開けるならば、彼の権力の笏は砕かれ、彼の王位の玉座は覆えされ、ビブロスから平和と平安が逃げ去らんことを。そして彼については、後の世の口から彼の記憶が失われんことを。
碑文の様式は文学的性質をもつものとして即座に理解され、刻まれた文字のしっかりした書きぶりから、チャールズ・トーリーはこの書体がすでに一般的に使われていたと仮定した。
墓葬の竪穴を半分ほど降ったところの南の壁に、別の短い碑文が刻まれているのが発見された。最初に出版されたときは、発掘者に対してこれ以上掘りすすめないように警告する文とされていたが、現在では詳細は不明だが何らかのイニシエーションの儀礼の一部と理解されている。以下のように読める。
知識について:

ここで今へり下れ

この地下‹で›!

## アヒラム王
アヒラム自身はビブロスあるいは他の都市国家の王を称していなかった。アヒラムは息子のイトバアル1世によって継承され、彼が初めてアヒラムをビブロス王の称号で呼んだとされてきたが、これは脱字部分の古い誤読のためである。脱字箇所の新たな復元によれば、アヒラムの子の名は「[ピル]シバアル」と読まれ、「イトバアル」説は破棄すべきである。ビブロスの初期の王の一覧はさらなる研究を必要とする。